# Kelly McCormick
Kelly McCormick, född 13 februari 1960 i Anaheim, Kalifornien, är en amerikansk simhoppare.
Hon tog OS-brons i svikthopp i samband med de olympiska simhoppstävlingarna 1988 i Seoul.